# Endasys melanopodis
Endasys melanopodis là một loài tò vò trong họ Ichneumonidae.